# Associazione Sportiva Bari 1976-1977
Questa voce raccoglie le informazioni riguardanti l'Associazione Sportiva Bari nelle competizioni ufficiali della stagione 1976-1977.

## Divise
Nella stagione 1976-77 lo sponsor tecnico dell'AS Bari fu Puma, le divise furono le seguenti:
| Casa | Trasferta |

## Rosa
| N. |                   | Ruolo | Calciatore           |
| -- | ----------------- | ----- | -------------------- |
| -  | Italia (bandiera) | D     | Stefano Agresti      |
| -  | Italia (bandiera) | A     | Giovanni Asnicar     |
| -  | Italia (bandiera) | A     | Marco Biloni         |
| -  | Italia (bandiera) | D     | Stefano Boggia       |
| -  | Italia (bandiera) | D     | Pierluigi Consonni   |
| -  | Italia (bandiera) | C     | Antonio D'Angelo     |
| -  | Italia (bandiera) | P     | Gino Ferioli         |
| -  | Italia (bandiera) | A     | Italo Florio         |
| -  | Italia (bandiera) | D     | Angelo Frappampina   |
| -  | Italia (bandiera) | D     | Attilio Maldera (II) |

| N. |                   | Ruolo | Calciatore              |
| -- | ----------------- | ----- | ----------------------- |
| -  | Italia (bandiera) | C     | Giuseppe Materazzi      |
| -  | Italia (bandiera) | A     | Domenico Penzo          |
| -  | Italia (bandiera) | D     | Luigi Punziano          |
| -  | Italia (bandiera) | A     | Giuseppe Raffaele       |
| -  | Italia (bandiera) | C     | Elio Rinero             |
| -  | Italia (bandiera) | C     | Pier Paolo Scarrone     |
| -  | Italia (bandiera) | C     | Arcangelo Sciannimanico |
| -  | Italia (bandiera) | C     | Arduino Sigarini        |
| -  | Italia (bandiera) | P     | Rosario Vitolo          |
| -  | Italia (bandiera) | D     | Vito Zizzariello        |